# Sipyloidea doleschali
Sipyloidea doleschali är en insektsart som beskrevs av Ludwig Redtenbacher 1908. Sipyloidea doleschali ingår i släktet Sipyloidea och familjen Diapheromeridae. Inga underarter finns listade i Catalogue of Life.